# Propolydesmus germanicus
Propolydesmus germanicus ist eine wenig erforschte Art der zu den Doppelfüßern gehörenden Bandfüßer und ist in West- und Mitteleuropa verbreitet.

## Merkmale
Die Körperlänge beträgt 7–8 mm. Damit gehört die Art zu den kleineren mitteleuropäischen Arten der Bandfüßer. Die Färbung des Körpers ist schneeweiß bis hell gelblich-braun, häufig ist ein dunkleres Längsband in der Körpermitte zu erkennen. Der Körper besteht typisch für Bandfüßer aus 20 Körperringen, die von Seitenflügeln (Paranota) geziert werden. Die Ventralspange weist einen undeutlichen kleinen Zahn auf. Wie alle heimischen Bandfüßer besitzt die Art keine Augen.

### Ähnliche Arten
Die ebenfalls hell gefärbten und im Boden lebenden Arten Macrosternodesmus palicola und Ophiodesmus albonanus unterscheiden sich unter anderem durch die Körpergröße, die bei diesen Arten maximal 5 mm beträgt. Eine ähnliche Größe erreicht Brachydesmus superus (7–10 mm), diese Art ist jedoch bräunlich gefärbt und lebt nicht im Bodeninneren. Die anderen heimischen Bandfüßer messen im Adultstadium 10–24 mm und sind dunkler gefärbt.

## Verbreitung und Lebensraum
Das Verbreitungsgebiet der Art liegt in Europa, insbesondere Mitteleuropa. Hier ist die Art aus Frankreich, Belgien, den Niederlanden, der Schweiz, Deutschland, Tschechien und Ungarn bekannt. Es handelt sich um eine eher westlich verbreitete Art der Doppelfüßer, deren östliche Arealgrenze jedoch östlich von Deutschland liegt. Auch die nördliche Arealgrenze befindet sich in Deutschland. Hier lebt die Art verstreut über die Mittelgebirge und ist bekannt aus Baden-Württemberg, Hessen, Nordrhein-Westfalen, Sachsen-Anhalt und Rheinland-Pfalz. In Ostdeutschland gilt die Art als selten, insgesamt gilt die Art in Deutschland als extrem selten und vom Aussterben bedroht.
Die Art zeigt eine deutliche Bindung an kalkhaltige, „schwere“ Böden und offene, sonnige Habitate. Sehr häufig sind dies Acker- und Rasenflächen, Steinbrüche oder Wiesen. P. germanicus ist ein Tiefenbesiedler.

## Lebensweise
Aufgrund der Lebensweise im Bodeninneren wird die Art nur selten gefunden. Die meisten Funde gelangen im Frühling.

## Taxonomie
Ein Synonym der Art lautet Polydesmus germanicus Verhoeff, 1896.  Die Gattung Propolydemus enthält noch eine Reihe weiterer Arten, die von Makaronesien bis Mitteleuropa verbreitet sind, dazu zählt auch die ebenfalls in Deutschland verbreitete Art Propolydesmus testaceus.